# 疏解线
疏解线是为了避免铁路列车运行径路平面交叉而产生的立体线形。

## 简介
铁路线路的疏解线一定是疏解关系，但疏解关系不一定导致修建疏解线。一般说来，单线与单线之间不需要疏解。而双线与其他线路的引入、衔接，需要疏解，否则对向交叉进路对线路能力和列车运行安全影响很大。
疏解线可分为：
- 不同性质线路之间交叉疏解线；
- 客货分线疏解线；
- 方向别进出站疏解线；
- 线路别进出站疏解线；
- 专用线引入车站疏解线；
- 岔线引入车站疏解线。

例如，宝成铁路阳平关站与阳安铁路接轨。阳安铁路增建了二线。阳平关以南至成都为复线，以北至宝鸡为单线。为此，在阳平关以北宝成线K261+540处设立灭火沟线路所，由灭火沟线路所修建一条疏解线上跨阳安铁路上行正线后引入阳平关东站下行正线。这样，宝成铁路北段的下行车流不会与阳安铁路上行车流发生平面交叉。